# Őz-barlang (Pomáz)
Az Őz-barlang a Duna–Ipoly Nemzeti Parkban lévő Visegrádi-hegységben, Pomáz területén, a Hársas-hegy lábánál található álbarlang.

## Leírás
Az Egres-barlangtól vagy 70–100 méterrel nyugatra, a kőgörgeteges zónában található az Őz-barlang. A legnagyobb kőtömbök között nem található elfogadható méretű üreg, de az alacsonyabbaknál már igen.
A több kődarabbal fedett álbarlangnak három ember számára is használható bejárata van, továbbá van egy ablakszerű oldalrése és egy szűk kürtője is. A horizontális mérete 2,2 és 2,8 méter között változik. Alacsony, csak guggolva és kúszva járható. Alját vastagon borítja a szél által behordott avar, melyben néhány kő búvik meg, de ebből került elő a névadó őzkoponya is. Helyi jelentőségű, kis méretű üreg.

## Kutatástörténet
1996-ban Eszterhás István írta le és térképezte fel az üreget. A korábbi kutatottságáról nincs adat. A 2001. november 12-én készült Magyarország nemkarsztos barlangjainak irodalomjegyzéke című kézirat barlangnévmutatójában szerepel az Őz-barlang. A barlangnévmutatóban meg van említve 1 irodalmi mű, amely foglalkozik az üreggel. A 364. tétel nem említi, a 363. tétel említi.
A 2014. évi Karsztfejlődésben megjelent tanulmányban az olvasható, hogy az Őz-barlang álbarlang, amely a benne talált őzkoponyáról kapta nevét. A Visegrádi-hegység 101 barlangjának egyike a Pomázon található barlang, amely 2,8 m hosszú és 0,4 m magas.